# Kemu Ulu
Kemu Ulu is een kelurahan (bestuurslaag) in het onderdistrict (kecamatan) Pulau Beringinin, regentschap Ogan Komering Ulu Selatan van de provincie Zuid-Sumatra, Indonesië. Kemu Ulu telt 1905 inwoners (volkstelling 2010).